# Heinrich Strang

Heinrich Strang

Cornel Heinrich Strang (* 18. Juli 1896 in Kornelimünster; † 18. September 1956 in Aachen) war ein deutscher Politiker (NSDAP).

## Werdegang
Nach dem Besuch der Elementarschule wurde Strang an der Präparandenanstalt in Aachen und am Lehrerseminar in Kornelimünster ausgebildet. Später arbeitete er als Volontär in einer Tuchfabrik, aus der er schließlich wegen seiner politischen Tätigkeit entlassen wurde.
Ab 1915 nahm Strang als Freiwilliger am Ersten Weltkrieg teil, in dem er ab dem 1. Dezember 1915 an der Front eingesetzt wurde. Im Krieg wurde er mehrfach verwundet (Verwundetenabzeichen in Schwarz), zuletzt trug er im Juli 1918 eine schwere Beinverletzung davon, die zu einem langwierigen Lazarettaufenthalt führte, aus dem er im April 1919 entlassen wurde.
Mit Aufnahmedatum vom 1. Juli 1929 trat Strang in die NSDAP ein (Mitgliedsnummer 142.158). Seit 1930 stand er als hauptberuflicher Funktionär im Parteidienst, zuletzt im Rang eines Oberbereichsleiters der Partei, in der er als politischer Weggefährte von Robert Ley Karriere machte: In der NSDAP übernahm Strang nacheinander Aufgaben als Sektionsleiter, Ortsgruppenleiter und Kreisleiter. Von 1931 bis zum 15. August 1932 war er Bezirksleiter des Kreises Aachen-Land-Nord der NSDAP.
1933 wurde Strang als Reichsamtsleiter Leiter der Zentralen Kassenverwaltung im Hauptamt für Kriegsopfer der NSKOV. Es folgten Verwendungen als Reichsorganisationsleiter der NSKOV und Reichskassenverwalter der NSKOV. Zudem war er von 1933 bis 1936 Mitglied in der Organisationsleitung der Reichsparteitage der NSDAP in Nürnberg. Im Mai 1936 wurde er »Sachbearbeiter für alle mit dem Reichsparteitag zusammenhängenden Fragen« im Stab des Stellvertreters des Führers Rudolf Heß.
Von März 1936 bis zum Erlöschen seines Mandates im August 1944 gehörte Strang dem nationalsozialistischen Reichstag als Abgeordneter für den Wahlkreis 30 (Chemnitz-Zwickau) an.
Zum 20. April 1937 wurde Strang Mitglied der SS (SS-Nr. 283.030), in der er den Rang eines SS-Standartenführers erreichte. Am 7. Dezember 1943 wurde er unter Verbot des Tragens des SS-Dienstanzuges und des SS-Zivilabzeichens mit sofortiger Wirkung aus der SS beurlaubt und ein Disziplinarverfahren gegen ihn eingeleitet.
Weil er finanzielle Unterschlagungen bei der NSKOV jahrelang gedeckt hatte, wurde Strang am 26. Mai 1944 auf Antrag des Reichsschatzmeisters der NSDAP Franz Xaver Schwarz auf Beschluss des Obersten Parteigerichts der NSDAP aus ihr ausgeschlossen. Das Urteil wurde formal am 24. Juli 1944 durch Martin Bormann bestätigt.

## Beförderungen
- 20. April 1937: SS-Hauptsturmführer
- 12. September 1937: SS-Sturmbannführer
- 30. Januar 1941: SS-Obersturmbannführer
- 1. September 1942: SS-Standartenführer